# Виниця (Пловдивська область)
Ви́ниця (болг. Виница) — село в Пловдивській області Болгарії. Входить до складу общини Пирвомай.

## Населення
За даними перепису населення 2011 року у селі проживала 761 особа.
Національний склад населення села:
| Національність   | Кількість осіб | Відсоток |
| ---------------- | -------------- | -------- |
| болгари          | 440            | 80,3%    |
| цигани           | 100            | 18,2%    |
| турки            | 0              | 0%       |
| інша             | 0              | 0%       |
| не визначились   | 8              | 1,5%     |
| Всього відповіли | 548            |          |

Розподіл населення за віком у 2011 році:
Динаміка населення: